# Presidente Dutra (Bahia)
Presidente Dutra è un comune del Brasile nello Stato di Bahia, parte della mesoregione del Centro-Norte Baiano e della microregione di Irecê.